# 満洲農業移民百万戸移住計画
満洲農業移民百万戸移住計画（まんしゅうのうぎょういみんひゃくまんこいじゅうけいかく）とは、日本陸軍の関東軍司令部が1936年（昭和11年）5月11日に作成した、満洲国へ大規模に日本人農民を移住させる計画である。

## 前史
満洲事変から敗戦時に至るまで、満蒙開拓団に代表される「満洲国」（現中国東北部、以下「」を略す）への日本人農業移民事業の主導権は一貫して関東軍が握っていた。この満洲移民事業の展開は、以下の三期に分かれる。
| 通番 | 区分           | 年代           | 説明                                                             |
| ---- | -------------- | -------------- | ---------------------------------------------------------------- |
| 1    | 試験移民期     | 1932年～1936年 | 日本人農業移民が満洲で定着しうるかをためす時期                   |
| 2    | 本格的移民期   | 1936年～1941年 | 日本人農業移民が日本政府の国策として満洲に大量に送出された時期   |
| 3    | 移民事業崩壊期 | 1942年～1945年 | 日本人農業移民の満洲への送出が停滞し、ついには全面停止に至る時期 |

関東軍は、上述試験移民期にも満洲大量移民計画案を作成し、その実施を日本政府に要請し続けていたが、日本政府とくに大蔵省の受け入れるところとならなかった。しかし、1936年（昭和11年）の二・二六事件発生によって、軍部の政治的発言力が飛躍的に増大した。同時にこの事件により移民政策に消極的であった高橋是清蔵相が暗殺されたことから、関東軍と陸軍省にとっては自己が作成していた満洲大量移民計画を実施する絶好の機会となった。そのため、関東軍は、二・二六事件後直ちに満洲移民の大規模送出計画の作成に取りかかり、その結果できたのが、本計画である。

## 計画の概要
本計画は、「一、目標」、「二、移民要員」、「三、移民用地」、「四、移民の区分」、「五、移民の入植」、「六、移民の助成」等からなっていた。

### 移民の規模
まず、目標について「満洲に対する内地人農業移民は、おおむね二十か年間に約百万戸（五百万人）を目途として入植せしむるものとす」とされていた。すなわち、1937年から1956年の20年間で、100万戸・500万人の日本人移民を満洲に送出する計画であった。内訳は、第一期（昭和12年～16年）10万戸、第二期（昭和17年～昭和21年）20万戸、第三期（昭和21年～26年）30万戸、第四期（昭和27年～31年）40万戸としていた。100万戸・500万人とするのは、農業移民一戸あたりの家族数を5人して計算したものである。当時日本の総農家数は560万戸であり、そのうち飢餓農民の典型であるとみなされた5反（50アール）以下の耕地しか所有していない小作貧農は、200万戸であった。百万戸移住計画は、この5反以下の農地しか持たない飢餓農民の半数を20年間で、満洲に移住させるという計画であった。また、この計画は満洲国の人口が計画時から起算して20年後には、5,000万人に増加すると推定し、その一割に相当する500万人を日本人で占めるべく計画された。関東軍は、満洲国の人口の一割を日本人で占めれば、満洲国が「大和民族」が指導的中核とする日本的秩序を打ち立てることができると考えていたからである。

### 移民要員の条件
移民要員の条件として「日本内地に於ける農、漁、山村の状態、都市失業者の状態を考慮の上思想堅実、身体強健なるものより之を選定するものとする」とされていた。山村の経済的窮乏打開策として、また都市失業者救済のために行われた事業であることを示すものである。

### 移民用地の選定
移民用地として確保すべき土地面積については、一人当たり10町歩として、計1,000万町歩（1,000万ヘクタール）として計画された。また、その取得地帯は、北満洲地方を中心とすることとして計画された。北満洲地方が選定されたのは、
1. 未墾地が多く、買収の際の日本政府の財政的負担を軽減できること[6]
2. 未墾地が多く、在満洲中国人農民との摩擦を少なくすることができる[6]
3. 抗日民族統一戦線組織の最大の遊撃区でもある北満洲地方の治安の確立を図る[6]
4. 対ソ連戦に備えるため[6]

の四つの理由があった。

### 移民の区分
移民の区分については、「移民はこれを区別して政府の補助厚くその直接取扱に係る移民（甲種移民）と、政府の補助薄く、主として民間により行われる移民（乙種移民）の二種とす」と定められていた。移民の入植については、「甲種移民と乙種移民との配置は（中略）原則として甲種移民を要所に配し、乙種移民の入植を容易ならしむるものとす」とされた。

## その後の展開

### 国策化
この関東軍司令部作成による「満洲農業移民百万人計画」は、ほとんどそのまま、1936年（昭和11年）8月25日、広田弘毅内閣が国策として確定した「二十カ年百万戸送出計画」の骨子となった。満洲農業移民事業の担当官庁である拓務省は、1937年（昭和12年）5月「二十カ年百万戸送出計画」の第一期10万戸送出計画（1937年～1941年）の実施大綱である「満洲移民第一期計画実施要項」を作成した。拓務省が国策として進めるこの満洲農業移民事業は、農林省が進めていた疲弊農村の経済更生運動と連動し、1938年（昭和13年）から、「分村移民」として結実した。「分村移民」とは、各町村別に、「黒字農家」＝「適正規模農家」を確定し、この「適正規模農家」の平均耕地面積で町村の耕地総面積を割って「適正農家」数を算出し、この戸数を超える農家を「過剰農家」として満洲に送り出すというものである。すなわち、
各町村の総農家数－｛各町村の耕地総面積÷「適正規模農家」の平均耕地面積｝＝「過剰農家」数＝「満洲へ送出する農家」数
この「分村移民」という移民形態をとることによって、はじめて満洲農業移民の大量送出が可能となったのである。ただし、この理論は、小作貧農の飢餓状況を出現させている農地不足の根本的原因が、地主的土地所有（寄生地主制）の存在であることを無視するものであった。

### 移民事業の終焉
アジア・太平洋戦争の勃発以降、国内農業者の大量兵員化と軍需工場労働者化のために、満洲移民として確保すべき人員が極度に不足し、日本人移民送出数は急減した。1945年（昭和20年）の敗戦を迎える前に日本人移民事業は崩壊した。そして、1945年8月9日のソ連軍の満洲侵攻の日を迎える。関東軍は、移民達を置き去りにして逃走した。この時点における在満洲国移民団員の数は約22万人であったが、そのうち現地死亡4万6,000人、行方不明者3万6,000人、ソ連抑留者3万4,000人であり、どうにか日本にたどり着いた人は、22万人の半数に過ぎなかった。